# Gornji Gajtan
Gornji Gajtan (cyr. Горњи Гајтан) – wieś w Serbii, w okręgu jablanickim, w gminie Medveđa. W 2011 roku liczyła 55 mieszkańców.